# Thiébauménil
Thiébauménil est une commune française située dans le département de Meurthe-et-Moselle, en région Grand Est.

## Géographie
Thiébauménil est située sur la Vezouze sur 3 500 m. À sa gauche, s'étend un vaste plateau avec un terrain siliceux, à sa droite s'élève un coteau au sol argileux vers Manonviller où un fort fut établi.
La commune est à 10 km de Lunéville.
|                      | Laneuveville-aux-Bois | Manonviller |
| Marainviller         | Thiébauménil          |             |
| Moncel-lès-Lunéville | Saint-Clément         | Bénaménil   |

### Hydrographie
La commune est dans le bassin versant du Rhin au sein du bassin Rhin-Meuse. Elle est drainée par la Vezouze,.
La Vezouze, d'une longueur de 75 km, prend sa source dans la commune de Saint-Sauveur et se jette  dans la Meurthe à Rehainviller, après avoir traversé 24 communes. Les caractéristiques hydrologiques de la Vezouze sont données par la station hydrologique située sur la commune. Le débit moyen mensuel est de 5,02 m3/s. Le débit moyen journalier maximum est de 159 m3/s, atteint lors de la crue du 18 mai 2024. Le débit instantané maximal est quant à lui de 199 m3/s, atteint le même jour.

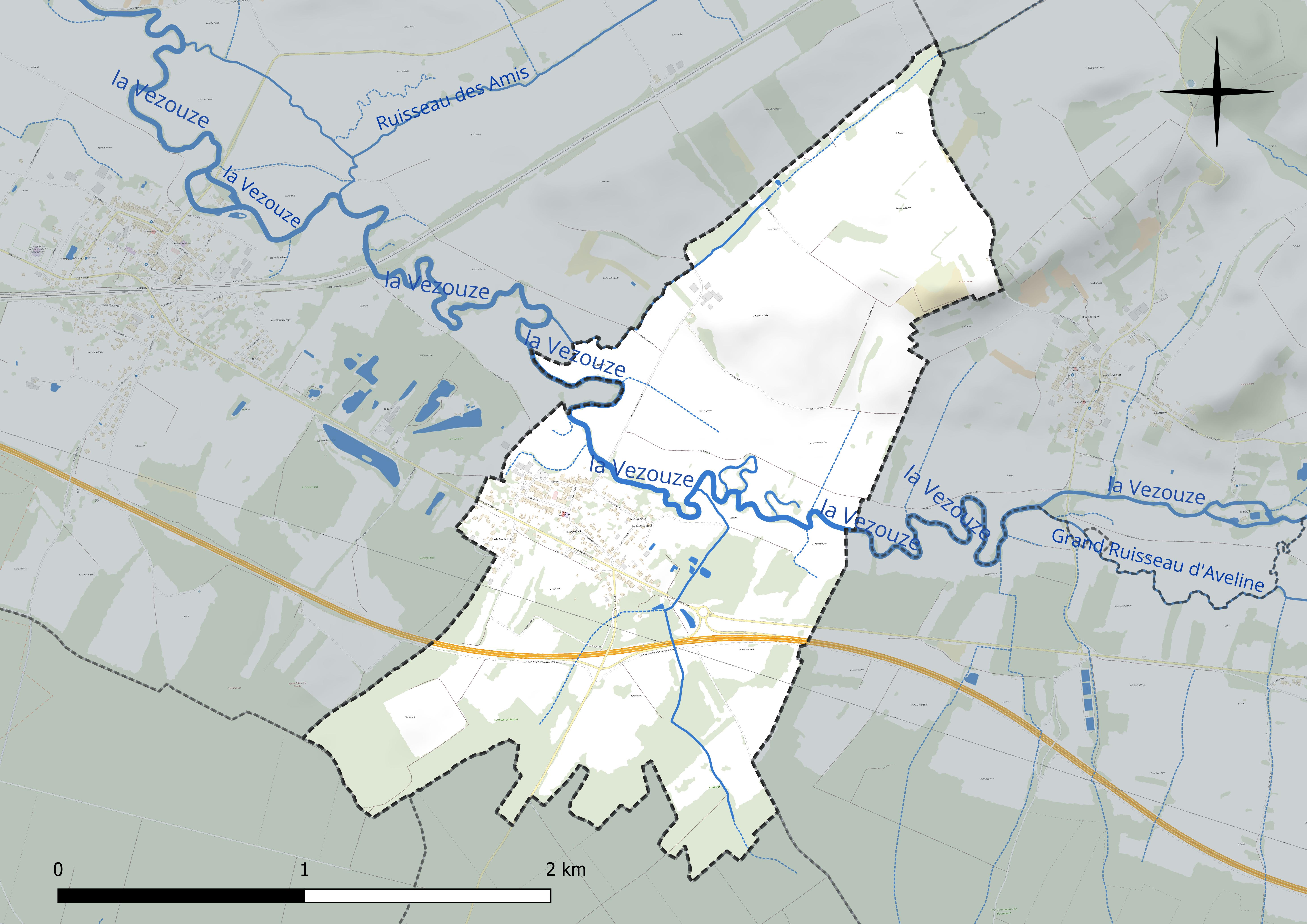
Réseau hydrographique de Thiébauménil.

### Climat
Pour des articles plus généraux, voir Climat du Grand Est et Climat de Meurthe-et-Moselle.
En 2010, le climat de la commune est de type climat des marges montargnardes, selon une étude du Centre national de la recherche scientifique s'appuyant sur une série de données couvrant la période 1971-2000. En 2020, Météo-France publie une typologie des climats de la France métropolitaine dans laquelle la commune est exposée à un climat semi-continental et est dans une zone de transition entre les régions climatiques « Lorraine, plateau de Langres, Morvan » et « Vosges ». 
Pour la période 1971-2000, la température annuelle moyenne est de 9,8 °C, avec une amplitude thermique annuelle de 16,8 °C. Le cumul annuel moyen de précipitations est de 852 mm, avec 12 jours de précipitations en janvier et 9,7 jours en juillet. Pour la période 1991-2020, la température moyenne annuelle observée sur la station météorologique de Météo-France la plus proche, « St Maurice », sur la commune de Saint-Maurice-aux-Forges à 18 km à vol d'oiseau, est de 10,5 °C et le cumul annuel moyen de précipitations est de 837,4 mm. 
La température maximale relevée sur cette station est de 39,2 °C, atteinte le 25 juillet 2019 ; la température minimale est de −19,9 °C, atteinte le 1er mars 2005,,. 
Les paramètres climatiques de la commune ont été estimés pour le milieu du siècle (2041-2070) selon différents scénarios d'émission de gaz à effet de serre à partir des nouvelles projections climatiques de référence DRIAS-2020. Ils sont consultables sur un site dédié publié par Météo-France en novembre 2022.

## Urbanisme

### Typologie
Au 1er janvier 2024, Thiébauménil est catégorisée bourg rural, selon la nouvelle grille communale de densité à sept niveaux définie par l'Insee en 2022.
Elle est située hors unité urbaine. Par ailleurs la commune fait partie de l'aire d'attraction de Nancy, dont elle est une commune de la couronne,. Cette aire, qui regroupe 353 communes, est catégorisée dans les aires de 200 000 à moins de 700 000 habitants,.

### Occupation des sols
L'occupation des sols de la commune, telle qu'elle ressort de la base de données européenne d’occupation biophysique des sols Corine Land Cover (CLC), est marquée par l'importance des territoires agricoles (66,9 % en 2018), une proportion sensiblement équivalente à celle de 1990 (66,4 %). La répartition détaillée en 2018 est la suivante : terres arables (37,5 %), forêts (23,9 %), prairies (19,4 %), zones agricoles hétérogènes (10 %), zones urbanisées (9 %), zones industrielles ou commerciales et réseaux de communication (0,2 %). L'évolution de l’occupation des sols de la commune et de ses infrastructures peut être observée sur les différentes représentations cartographiques du territoire : la carte de Cassini (XVIIIe siècle), la carte d'état-major (1820-1866) et les cartes ou photos aériennes de l'IGN pour la période actuelle (1950 à aujourd'hui).

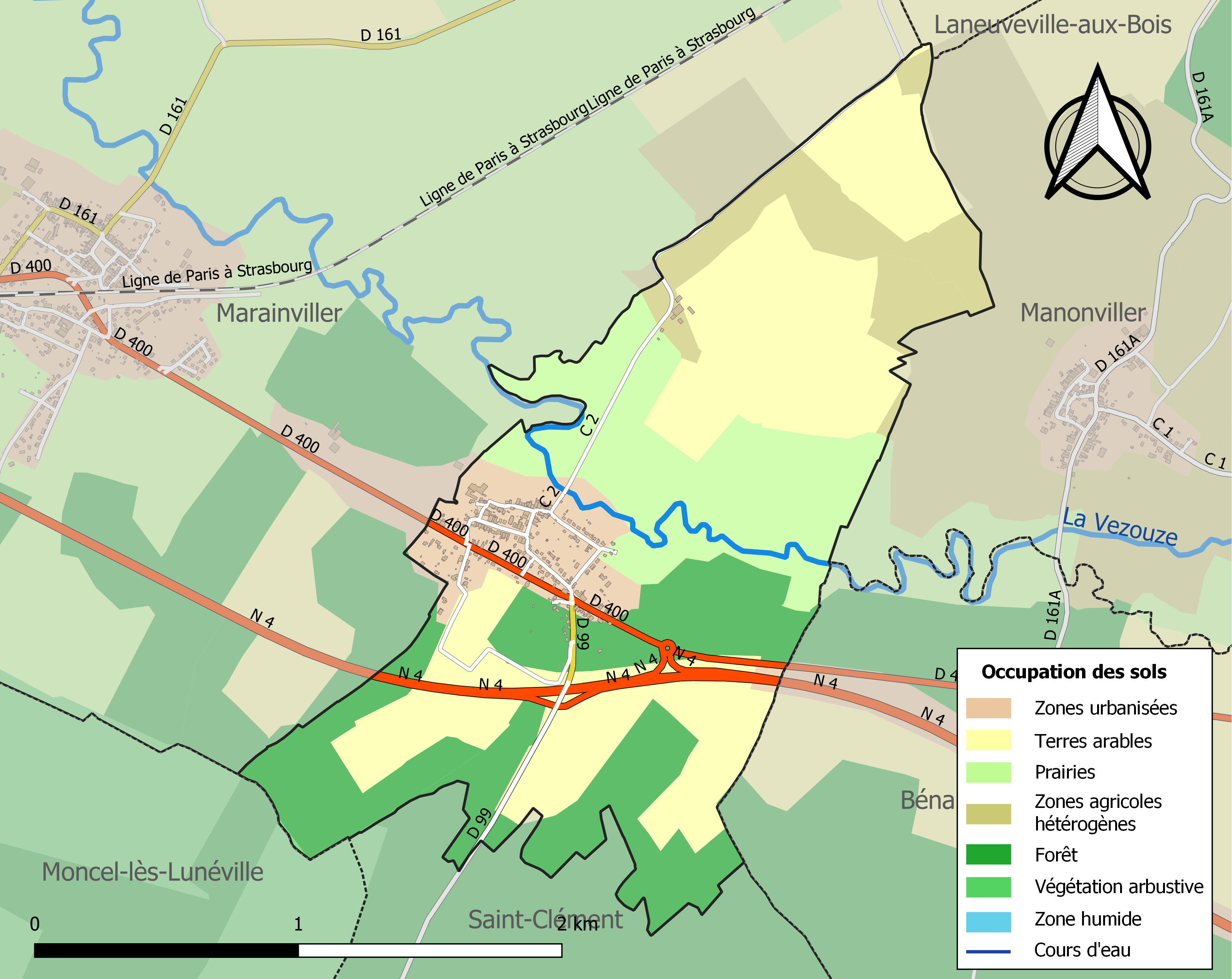
Carte des infrastructures et de l'occupation des sols de la commune en 2018 (CLC).

## Toponymie
D'un nom de personne Theotbald (Thibaut) + mansionile[réf. nécessaire].
Tibamesni (1152), Theobalmasnil (1156), Thiebautmanil (1268)[réf. nécessaire].

## Histoire
Les villages de Thiébauménil et de Marainviller ont leurs histoires intimement imbriquées. Leurs territoires font partie dès le XIIe siècle des nombreuses possessions de l'abbaye de Belchamp.
Dévastée lors de la guerre de Trente Ans, Thiébauménil subit un incendie le 26 septembre 1632 qui détruit 42 habitations. Après les guerres, en 1712, la paroisse compte seulement 25 ménages. Il y en aura 135 en 1888. Thiébauménil est à nouveau annexé le 3 juillet 1811 à Marainviller.
Le 13 août 1911, une gare sur la ligne de Lunéville à Blâmont et à Badonviller (le LBB) est inaugurée à Thiébauménil par le ministre Albert Lebrun. Le trafic de la ligne fonctionnera jusqu'en 1942. La station, située au sud de la localité, est devenue au XXie siècle une habitation.

## Politique et administration

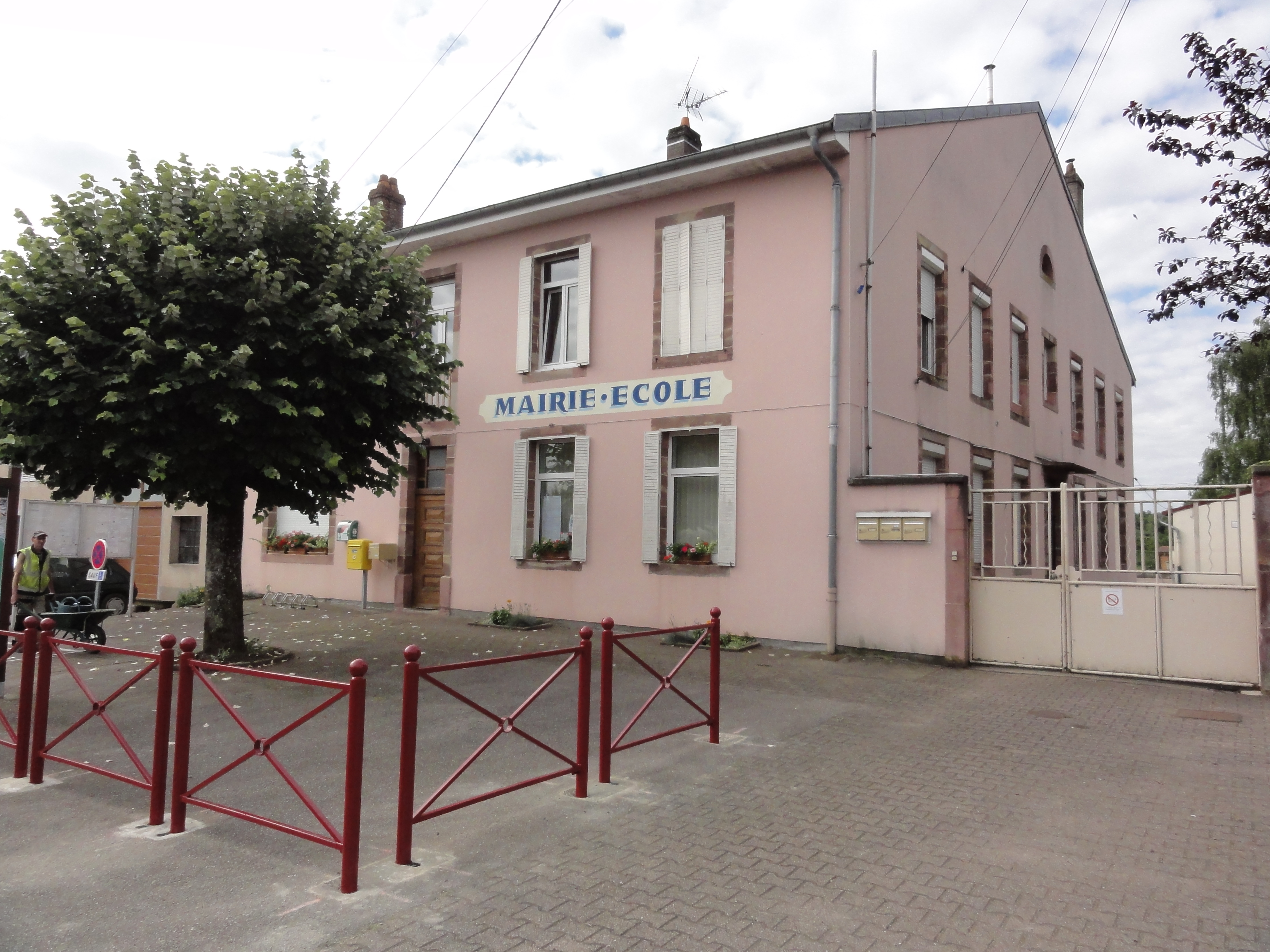
Mairie de Thiébauménil..

| Période                                  | Période                   | Identité                                        | Étiquette | Qualité |
| ---------------------------------------- | ------------------------- | ----------------------------------------------- | --------- | ------- |
| Les données manquantes sont à compléter. |                           |                                                 |           |         |
| 1983                                     | 1989                      | Jean Pernin                                     |           |         |
| 1989                                     | 2014                      | Gérard Thouvenin                                |           |         |
| 2014                                     | En cours (au 25 mai 2020) | Dominique Robert Réélu pour le mandat 2020-2026 |           |         |

## Population et société

### Démographie
L'évolution du nombre d'habitants est connue à travers les recensements de la population effectués dans la commune depuis 1793. Pour les communes de moins de 10 000 habitants, une enquête de recensement portant sur toute la population est réalisée tous les cinq ans, les populations de référence des années intermédiaires étant quant à elles estimées par interpolation ou extrapolation. Pour la commune, le premier recensement exhaustif entrant dans le cadre du nouveau dispositif a été réalisé en 2006.

En 2022, la commune comptait 383 habitants, en évolution de +0,52 % par rapport à 2016 (Meurthe-et-Moselle : −0,13 %, France hors Mayotte : +2,11 %).
| 1793 | 1800 | 1806 | 1821 | 1831 | 1836 | 1841 | 1846 | 1851 |
| ---- | ---- | ---- | ---- | ---- | ---- | ---- | ---- | ---- |
| 343  | 344  | 395  | 461  | 474  | 506  | 514  | 514  | 510  |

| 1856 | 1861 | 1872 | 1876 | 1881 | 1886 | 1891 | 1896 | 1901 |
| ---- | ---- | ---- | ---- | ---- | ---- | ---- | ---- | ---- |
| 441  | 450  | 459  | 442  | 453  | 411  | 374  | 404  | 382  |

| 1906 | 1911 | 1921 | 1926 | 1931 | 1936 | 1946 | 1954 | 1962 |
| ---- | ---- | ---- | ---- | ---- | ---- | ---- | ---- | ---- |
| 357  | 376  | 299  | 311  | 316  | 296  | 260  | 265  | 265  |

| 1968 | 1975 | 1982 | 1990 | 1999 | 2006 | 2011 | 2016 | 2021 |
| ---- | ---- | ---- | ---- | ---- | ---- | ---- | ---- | ---- |
| 271  | 237  | 329  | 332  | 360  | 383  | 395  | 381  | 382  |

| 2022 | - | - | - | - | - | - | - | - |
| ---- | - | - | - | - | - | - | - | - |
| 383  | - | - | - | - | - | - | - | - |

## Économie
La vannerie fut une activité traditionnelle de la commune.
Au 24 août 2021, Thiébauménil compte 27 établissements : 13 dans l’exploitation de biens immobiliers, 7 dans la production animale, 3 dans le commerce hors magasin, 2 dans l'administration et 2 pour la santé humaine,.

## Culture locale et patrimoine

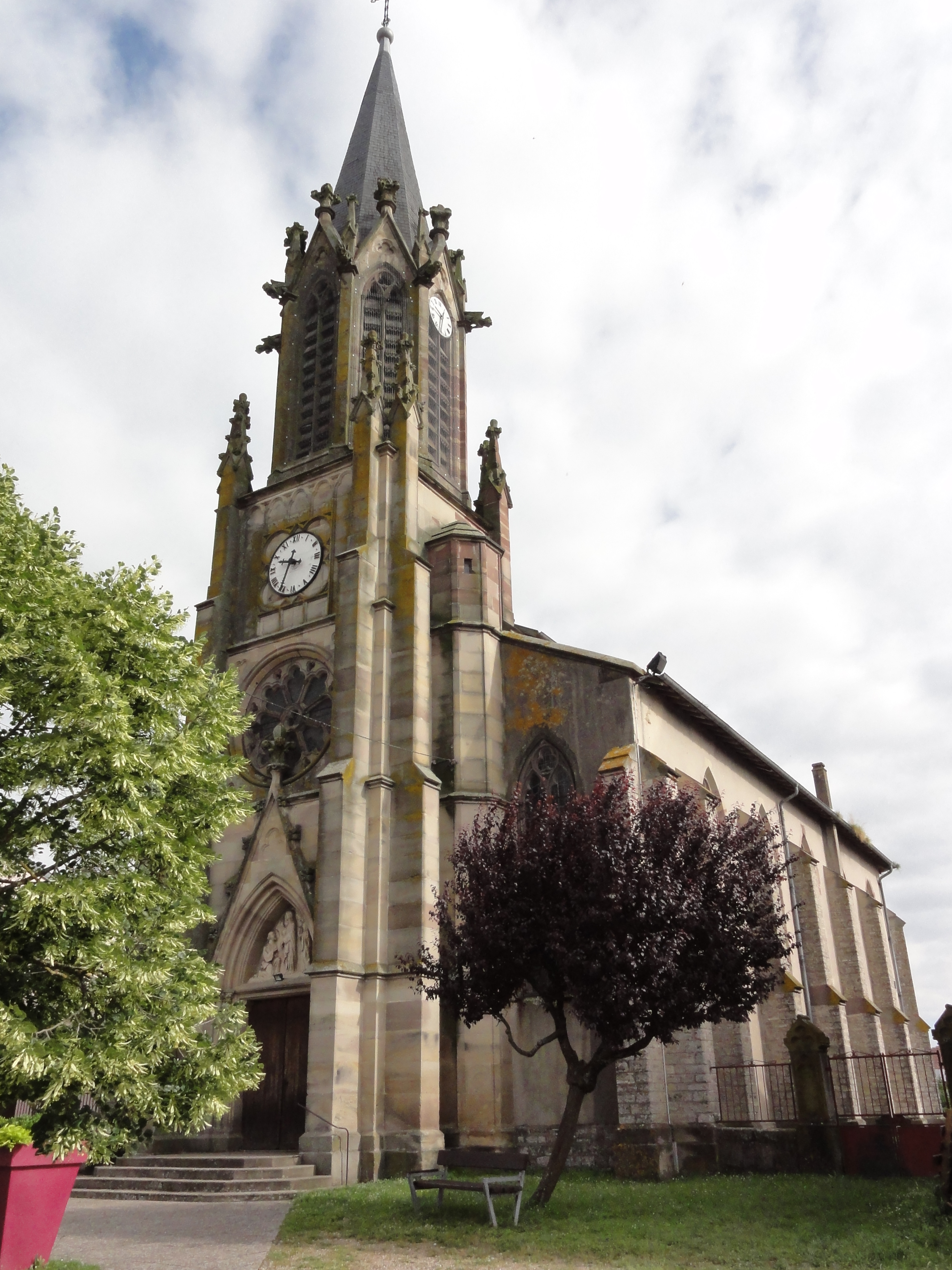
Église Saint-Epvre.

### Lieux et monuments
- Maisons XVIIIe siècle, porte à fronton Renaissance.
- Église Saint-Epvre néo-gothique XIXe siècle construite par Léon Vautrin architecte nancéien[27].

### Héraldique
| Blason de Thiébauménil | Blason  | D’or à la bande ondée d’azur chargé en chef d’une étoile d’or, et accompagnée en chef d’un chêne arraché de sinople, et en pointe d’une église de sable ouverte et ajourée d'argent. |
| Blason de Thiébauménil | Détails | Différences entre dessin et blasonnement : étoile à plomb ou pas. Le statut officiel du blason reste à déterminer (voir explications).                                               |